# سيميون بي. تشيتندن
سيميون بي. تشيتندن هو سياسي أمريكي، ولد في 29 مارس 1814 في غويلفورد في الولايات المتحدة، وتوفي في 14 أبريل 1889 في بروكلين في الولايات المتحدة. نشط حزبياً في الحزب الجمهوري. وقد انتخب عضو مجلس النواب الأمريكي ‏.